# American League
American League (AL) − jedna z dwóch lig będących częściami Major League Baseball. Nazywana czasem Junior Circuit w odróżnieniu od National League (Senior Circuit), ligi powstałej 25 lat wcześniej.
W 1894 roku powstała Western League, która w 1900 zmieniła nazwę na American League. 29 stycznia 1901 weszła w skład Major League Baseball i liczyła 8 zespołów:
- Baltimore Orioles – w późniejszym okresie New York Highlanders, od 1913 New York Yankees, niemający nic wspólnego z istniejącym Baltimore Orioles
- Boston Americans – od 1908 Boston Red Sox
- Chicago White Sox
- Cleveland Blues – w późniejszym okresie Cleveland Naps, od 1915 Cleveland Indians
- Detroit Tigers
- Milwaukee Brewers – w późniejszym okresie St. Louis Browns, od 1953 Baltimore Orioles
- Philadelphia Athletics – w późniejszym okresie Kansas City Athletics, Oakland Athletics i Oakland A's, od 1981 ponownie jako Oakland Athletics
- Washington Senators – od 1961 Minnesota Twins.

W 1960 dołączyły dwa nowe zespoły, Los Angeles Angels i Washington Senators (od 1972 Texas Rangers) po przeniesieniu siedziby oryginalnego Washington Senators do Bloomington w stanie Minnesota i zmiany nazwy klubu na Minnesota Twins. W 1969 członkami American League zostały Kansas City Royals i Seattle Pilots, co spowodowało podział ligi na dwie dywizje (East Division i West Division) po sześć zespołów. Rok później Seattle Pilots przeniosło się do Milwaukee i utworzono klub Milwaukee Brewers. Od 1973 w American League na liście pałkarzy figuruje designated hitter, który ma obowiązek odbijania piłki za miotacza.
W 1977 American League liczyła 14 zespołów po tym jak dołączyli Toronto Blue Jays i Seattle Mariners. W 1994 utworzoną trzecią dywizję (Central Division). W 1998 do National League przeszedł klub Milwaukee Brewers, zaś do American League przystąpił Tampa Bay Rays.
W 1997 w Major League Baseball wprowadzono interleague play, dzięki czemu zespoły z National i American League mogą rozgrywać mecze między sobą w czasie trwania sezonu zasadniczego. W 2012 w celu wyrównania liczby drużyn w każdej z dywizji, do American League dołączył zespół Houston Astros.

## Zespoły
| Klub                    | Miasto               | Stadion                     | Założony             | W lidze od           |                      |                      |
| American League East    | American League East | American League East        | American League East | American League East | American League East | American League East |
| ----------------------- | -------------------- | --------------------------- | -------------------- | -------------------- | -------------------- | -------------------- |
| Baltimore Orioles       | Baltimore            | Oriole Park at Camden Yards | 1894                 | 1901                 |                      |                      |
| Boston Red Sox          | Boston               | Fenway Park                 | 1901                 | 1901                 |                      |                      |
| New York Yankees        | Nowy Jork            | Yankee Stadium              | 1901                 | 1901                 |                      |                      |
| Tampa Bay Rays          | St. Petersburg       | Tropicana Field             | 1998                 | 1998                 |                      |                      |
| Toronto Blue Jays       | Toronto              | Rogers Centre               | 1977                 | 1977                 |                      |                      |
| American League Central |                      |                             |                      |                      |                      |                      |
| Chicago White Sox       | Chicago              | Guaranteed Rate Field       | 1894                 | 1901                 |                      |                      |
| Cleveland Indians       | Cleveland            | Progressive Field           | 1894                 | 1901                 |                      |                      |
| Detroit Tigers          | Detroit              | Comerica Park               | 1894                 | 1901                 |                      |                      |
| Kansas City Royals      | Kansas City          | Kauffman Stadium            | 1969                 | 1969                 |                      |                      |
| Minnesota Twins         | Minneapolis          | Target Field                | 1894                 | 1901                 |                      |                      |
| National League West    |                      |                             |                      |                      |                      |                      |
| Houston Astros          | Houston              | Minute Maid Park            | 1962                 | 2013                 |                      |                      |
| Los Angeles Angels      | Anaheim              | Angel Stadium of Anaheim    | 1961                 | 1961                 |                      |                      |
| Oakland Athletics       | Oakland              | Oakland Coliseum            | 1901                 | 1901                 |                      |                      |
| Seattle Mariners        | Seattle              | T-Mobile Park               | 1977                 | 1977                 |                      |                      |
| Texas Rangers           | Arlington            | Globe Life Field            | 1961                 | 1961                 |                      |                      |